# 國際通

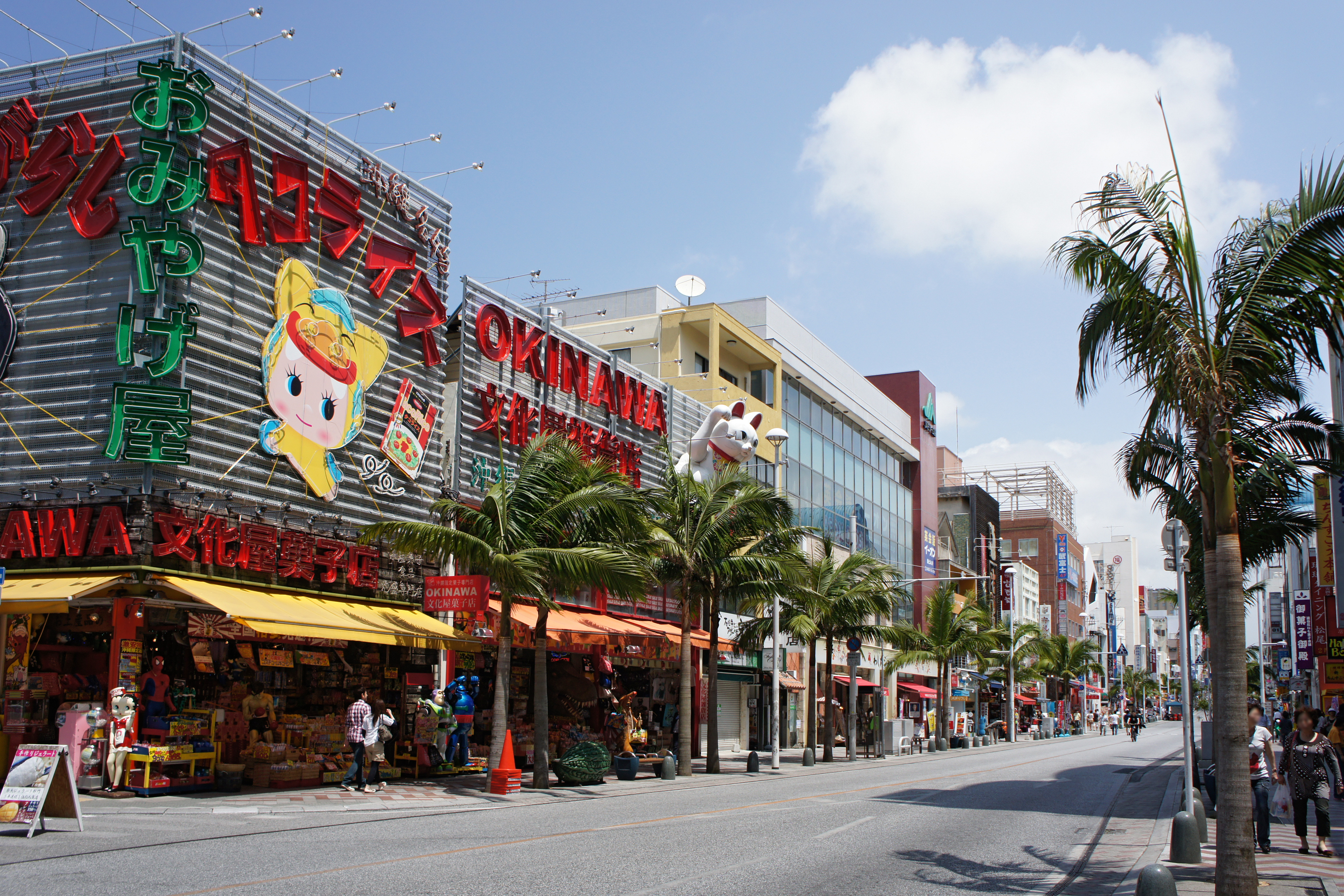
國際通晝景

26°12′57.5″N 127°41′14.2″E / 26.215972°N 127.687278°E
國際通（日语：／*/?）是日本沖繩縣那霸市縣廳前交差點至安里三叉路之間的一段約1.6公里的大街，是那霸市最繁華的商業街。
國際通最早建成於1933年，是當時連接原那霸市中心至首里市的最短路線，當地人慣稱「新縣道」。此路甫建成之時，周圍人煙稀少。1944年沖繩島戰役之後，美國軍事佔領琉球群島。駐日美軍在這條路旁建立了「恩尼·派爾國際劇場」，當地逐漸繁榮，路名也隨著國際劇場而得名「國際通」。沖繩人也紛紛來到這裡經商，百貨、商場等拔地而起，國際通成為那霸最繁華的地段，被人稱為「奇跡的一英里」（奇跡の1マイル）。

## 外部連結
- http://www.kokusaidori.org/ （页面存档备份，存于）
- http://www.kotsu-okinawa.org/（页面存档备份，存于）